# Tilt (Immagini per un orecchio)
Tilt (Immagini per un orecchio) è l'album d'esordio degli Arti e Mestieri pubblicato nell'ottobre del 1974.
La musica è una commistione di avant-progressive rock e fusion, celebre la sua copertina con un imbuto in mezzo alle nuvole. Il disco fu registrato presso il Chantalain Studio di Roma. 

## Tracce
Lato A
1. Gravità 9,81 – 4:05 (Gigi Venegoni)
2. Strips – 4:39 (Beppe Crovella, Furio Chirico, Gigi Venegoni)
3. Corrosione – 1:37 (Gigi Venegoni)
4. Positivo/Negativo – 3:29 (Gigi Venegoni)
5. In cammino – 5:36 (Gigi Venegoni)

Lato B
1. Farenheit – 1:15 (Beppe Crovella)
2. Articolazioni – 13:24 (Gigi Venegoni, Arturo Vitale)
3. Tilt – 2:29 (Beppe Crovella)

Edizione CD del 1994, pubblicato dalla Cramps Records (CRSCD 016)
Testi e musica di Furio Chirico, Gigi Venegoni, Beppe Crovella e Arturo Vitale
1. Gravità 9,81 – 4:05
2. Strips – 4:39
3. Corrosione – 1:37
4. Positivo/Negativo – 3:29
5. In cammino – 5:36
6. Farenheit – 1:15
7. Articolazioni – 13:24
8. Tilt – 2:29
9. Positivo/Negativo – 3:29 – Bonus Track
10. In cammino – 5:36 – Bonus Track

## Formazione
- Gigi Venegoni - chitarra, sintetizzatore A.R.P.
- Arturo Vitale - sassofono soprano, sassofono baritono, clarinetto, clarinetto basso, vibrafono
- Beppe Crovella - pianoforte elettrico, pianoforte acustico, sintetizzatore A.R.P., mellotron, organo Hammond
- Giovanni Vigliar - violino, voce, percussioni
- Marco Gallesi - basso
- Furio Chirico - batteria, percussioni[1][4]